# Krizsán János (festő)
Krizsán János (Kapnikbánya, 1886. január 27. – Nagybánya, 1948. április 7.) magyar festő, a nagybányai művésztelep második nemzedékének jellegzetes tájfestője.

## Életpályája
Régi nagybányai családból származott, édesapja bányakincstárnokot nevelt belőle, de ő 1902-ben apja ellenkezésére nem hallgatva otthagyta biztos állását, s csak a nagybányai művésztelepen élt, ahol négy éven keresztül Réti Istvántól és Iványi Grünwald Bélától tanult rajzolni, festeni, majd Nagybánya város ösztöndíjával 1906-1907-ben Heinrich Heidner müncheni magániskoláját látogatta.
A nagybányai hagyományokat folytatta festői stílusában, tudatosan elzárkózott a neósoktól, de így is hatottak rá, őt is gyakran a részletező naturalizmussal szemben a festői összefogottság és a dekorativitás jellemezte. Induláskor volt egy óriári előnye, gyermekkorától alaposan ismerte a vidéket, a hegyek, a völgyek a patakok fekvését, az atmoszféra változásait, festői rálátása más volt a tájra, mint más vidékről, főleg az Alföldről érkező festőknek.
Már 1911-ben felvették a Nagybányai Festők Társaságának törzstagjai közé, 1912-től kiállító művész, részt vett a nagybányai művésztelep fennállásának 15. évfordulóján rendezett kiállításon. A két világháború között a Nagybányai Szabad Iskola tanára, majd egyik vezető tanára lett Mikola Andrással, Börtsök Samuval, Ziffer Sándorral. Számos kiváló tanítványuk volt, köztük Gáll Ferenc, Agricola Lídia.
A két háború közt nyaranként gyakran ott dolgoztak még az első nemzedék tagjai is, például Réti István, Thorma János. Krizsán Jánosnak nemcsak a tájkép volt az erőssége, a figurális ábrázoláshoz is volt tehetsége, például mutatja ezt Román paraszt c. képe, bár a műfajt illetően nagy többségben tájképek, csendéletek maradtak utána. Krizsán János egész életét Nagybányán élte le. Felesége, Csíkos Antónia is festett, a volt tanítványokkal mindvégig tartotta a kapcsolatot, veresvízi otthona és műterme a második világháború után is művészek találkozóhelye volt. 1948-ban Nagybányán érte a halál, a nagybányai volt református temetőben helyezték örök nyugalomra.

## Műveiből
- Tájkép : ősz a parkban (1914; olaj, vászon, 86,5 x 105 cm; Máramaros Megyei Múzeum, Nagybánya
- Falu télen (1920; olaj, vászon; 71,5 x 81,5 cm; magántulajdonban)
- Nagybányai táj (1931; olaj, vászon, 82 x 71,5 cm; magántulajdonban)
- Táj (román nyelven: Peisaj; 1944; olaj, vászon, 86×110 cm)

## Társasági tagság
- Nagybányai Festők Társasága (NFT) (1911-1937.)